# ISO 6358
La norme ISO 6358 spécifie la façon de caractériser un composant pneumatique, c’est-à-dire d'établir sa loi de comportement quasi-statique reliant le débit le traversant au rapport de la pression aval sur la pression amont.

## Définitions introduites par la norme
Plus précisément, la norme définit deux grandeurs devant apparaitre dans la documentation du composant. Ces deux grandeurs, qui suffisent complètement à caractériser un composant de section fixe traversé par un écoulement turbulent, sont :
- la conductance sonique, notée C et exprimée en mètre cube par seconde par pascal, qui est le rapport du débit volumique maximal (en condition de blocage sonique) sur la pression à l'entrée du composant, mesurés dans des conditions de référence ;
- le rapport de pression critique, noté b, qui est le rapport de la pression aval sur la pression amont en dessous duquel l'écoulement devient sonique.

## Conditions de référence utilisée dans la norme
La norme ISO 6358 considère comme condition de référence pour l'air :
- une température T0 = 20 °C
- une humidité relative de 65 %
- une pression atmosphérique de 1 bar, soit 105 Pa
- une masse volumique ρ0 = 1,185 kg m−3

## Loi de comportement résultante
Étant donnés les deux paramètres intrinsèques C et b établis par la norme, la loi de comportement reliant le débit massique Qm (exprimé en kilogramme par seconde) au rapport de la pression aval p2 sur la pression amont p1 est donnée par :
{\displaystyle Q_{m}=\left\{{\begin{matrix}Q_{max}&{\mbox{ si }}{\frac {p_{2}}{p_{1}}}\leq b\\Q_{max}\;{\sqrt {1-\left({\frac {{\frac {p_{2}}{p_{1}}}-b}{1-b}}\right)^{2}}}&{\mbox{ si }}{\frac {p_{2}}{p_{1}}}>b\end{matrix}}\right.}
dans laquelle Qmax est le débit massique maximal en condition de blocage sonique défini par
{\displaystyle Q_{max}=C\;p_{1}\;\rho _{0}\;{\sqrt {\frac {T_{0}}{T_{1}}}}}
T1 étant la température de l'air à l'entrée du composant.
La figure suivante représente la loi de comportement pour un rapport de pression critique b = 0,528 correspondant à un écoulement isentropique dans une tuyère.

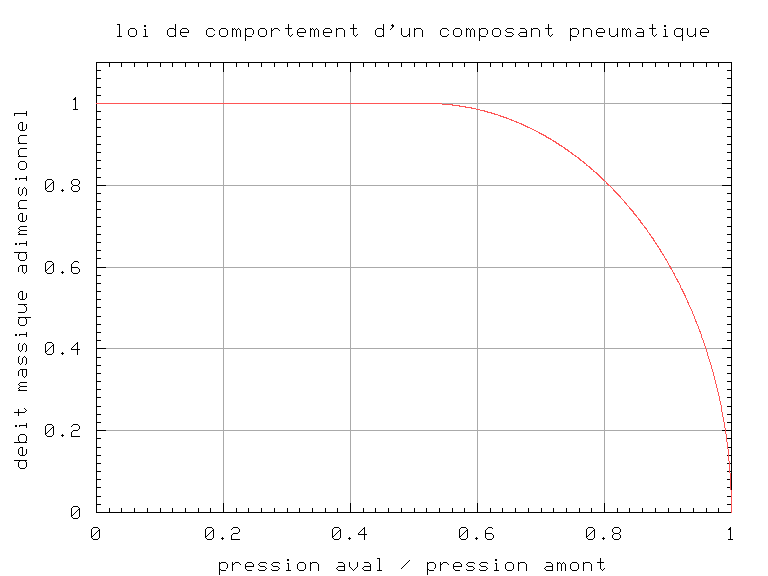
Représentation de la loi de débit Q_{m}/Q_{max} d'un composant pneumatique en fonction du rapport de pression p_{2}/p_{1}, pour un rapport de pression critique b = 0,528